# Orthotylus bilineatus
Orthotylus bilineatus är en insektsart som först beskrevs av Carl Fredrik Fallén 1807.  Orthotylus bilineatus ingår i släktet Orthotylus, och familjen ängsskinnbaggar. Arten är reproducerande i Sverige.